# Arctosa erythraeana
Arctosa erythraeana är en spindelart som beskrevs av Roewer 1960. Arctosa erythraeana ingår i släktet Arctosa och familjen vargspindlar.
Artens utbredningsområde är Etiopien. Inga underarter finns listade i Catalogue of Life.